# 恐竜の飼いかた教えます
『恐竜の飼いかた教えます』（きょうりゅうのかいかたおしえます、英語：HOW TO KEEP DINOSAURS）は、動物学論文のパロディ作品である書籍。恐竜図鑑の体裁をとったユーモア、ジョーク本。作者のロバート・マッシュは、生物学者であるが、文学の学位も持っている。イラストには首輪や鞍が描かれ、飼育するという観点で描かれていることが特徴。
初版が1983年に刊行され絶版となったが、2003年にリニューアルした新版が刊行。日本では、新旧各・平凡社で発売。恐竜の種類数は、旧版では63種、新版では57種取り上げており、顔ぶれの重複率自体は高いが、内容は完全に書き直された別物になっている。新旧ともに内容は刊行当時の恐竜像に則ったものとなっている。
英語原著と日本版では、表紙が異なる。

## 旧版
1983年に刊行され日本語版は、1986年に別役実訳で平凡社から発売された。執筆時期ゆえに当然ながら復元像は1980年代のものである。
イラストはウィリアム・ラッシュトン、フィリップ・フッド、ディズ・ウォリス。イラストも当時の復元像に則る。画風は、絵画風のものから、戯画としたものまで幅広い。
恐竜を63種取り上げている。イラストがない恐竜もいる。
目次
『はじめに（恐竜とは何か、なぜ恐竜を飼うのか）』
『初心者向け恐竜（2種）』『犬代用恐竜（5種）』『ペット用恐竜（3種）』『鳥代用恐竜（7種）』『乗馬用恐竜（1種）』『警備用恐竜（6種）』『サーカス用恐竜（2種）』『採卵用恐竜（5種）』『毛皮・羽毛採取用恐竜（8種）』『食肉用恐竜（7種）』『動物園用恐竜（8種）』『サファリパーク用恐竜（9種）』『お勧めできない恐竜（1種）』
『恐竜の分類』

## 新版
2003年に刊行。日本語版は新妻昭夫・山下圭子訳で、2009年に平凡社で刊行。21世紀の恐竜像で完全に内容をリニューアルしている。『飼育のプロが教えるアドヴァイス満載の手引書』というコピーがついている。
取り上げている全恐竜にイラスト（CG）がつけられるようになった。中には写真と恐竜のCGを合成したものもある。種の解説部には特徴を表すアイコンが書かれ、視覚的に理解しやすくなっている。特に肉食恐竜には「子供好き」と「子供を食べるのが好き」とはっきり二性質を区別している。道具、医療、ショップなどを扱う内容が追加され、飼育という観点が強化されている。
序文はリチャード・ドーキンス。さらに冒頭部にはニック・チータム、ドゥーガル・ディクソン、ウィリアム・ホプキンソンへの謝辞がある。加えて、ヴィクトリア女王の言という体裁で『恐竜に飽きた人は、既に人生に飽きている。なぜなら、恐竜には人生がもたらすすべてが備わっているのだから』コピーがつけられている。日本版の訳者あとがきには、先駆書として『鼻行類』が挙げられている。
書店や図書館では絵本・児童書として扱われていることがある。一般的な児童向け学習図鑑などと比較すると、文章量や漢字はずっと多く、またジョーク本であるためコンセプト自体が異なる。
恐竜を57種取り上げている。リニューアル点として、具体的には、1990年代の『ジュラシック・パーク』の世界的大ヒットや、1996年の羽毛恐竜発見などが踏まえられている。
目次
『リチャード・ドーキンスによる序文』『なぜ恐竜を飼うのか？』『恐竜のアイコンと、その意味』『恐竜を飼う人のための基本的な道具一式』
『初心者向けの恐竜（3種）』『家庭用のペットとしての恐竜（7種）』『翼をもつペット恐竜（6種）』『レクリエーションやサーカスに向いた恐竜（3種）』『警備のための恐竜（6種）』『卵と肉用の恐竜（11種）』『皮革と羽毛用の恐竜（7種）』『動物園とサファリパーク用の恐竜（14種）』
『病気と治療』『系統分類　恐竜の親戚関係』『恐竜ショップ案内』『訳者あとがき』

## 関連深い書籍
- How to Build a Dinosaur（英語版） - タイトルが似ているが、こちらはジャック・ホーナーらによる科学書。2009年刊。
- 鼻行類 - ハラルト・シュテュンプケ名義によるジョーク本。新版日本版の訳者が類書として挙げている。日本では平凡社を含む複数の邦訳がある。
- 新恐竜 - ドゥーガル・ディクソンの著作。大量絶滅が起こらなかった場合の恐竜の進化像を描く。新恐竜の生物一覧
- ジュラシック・パーク - 恐竜を化石から現代に復活させるというストーリー。大ヒットが新版の内容に明確に影響を与えている。新版ではヴェロキラプトルとデイノニクスの2種について「名作ジュラシック・パークでは、デイノニクスがとてもよく描かれているのに、より小型なはずのヴェロキラプトルの名前で呼ばれていることで、2種を混同させる誤情報となり混乱を招いている」と評している。

## 日本への影響
日本では、内容やタイトルをリスペクトしたとみられる類書が出ている。
- きょうりゅうのかいかた - くさのだいすけ著、やぶうちまさゆき絵による児童向け物語絵本。1983年11月に刊行された。『恐竜の飼いかた教えます』の旧日本版よりも早く、直接的な影響の有無はわからない。1種1匹の恐竜（ぶろんとざうるすの子供）を具体的に飼育することを掘り下げた内容になっている。
- 「もしも？」の図鑑 恐竜の飼い方 - 土屋健著、群馬県立自然史博物館監修。実業之日本社の「「もしも？」の図鑑」シリーズの一つで、2013年に刊行された。恐竜（古生物）を149種類とりあげた図鑑。
- 恐竜の飼いかた - いしがきのぼるによる漫画。徳間書店の月刊コミックリュウWebCOMICで連載されRYU COMICSから刊行。2016年から2018年にかけて連載。英題は『HOW TO KEEP DINOSAURS.』とされている。

## 書誌情報
- 日本語・旧版 平凡社 ISBN 978-4-58-252403-1
- 日本語・新版 平凡社 ISBN 978-4-58-252405-5

英語原著には、ハードカバーとペーパーバックなど、複数の形態があるようである。